# Ernő Kiss
Ernő Kiss (Eleméri és ittebei Kiss Ernő en hongrois) (1802-1849) est un général hongrois exécuté pour sa participation à la révolution hongroise de 1848. Il est l'un des 13 martyrs d'Arad.